# Arthrinium marii
Arthrinium marii är en svampart som beskrevs av Larrondo & Calvo 1990. Arthrinium marii ingår i släktet Arthrinium och familjen Apiosporaceae.   Inga underarter finns listade i Catalogue of Life.